# Bruno Moraes
Bruno dos Santos Moraes (Santos, 7 luglio 1984) è un ex calciatore brasiliano, di ruolo attaccante.

## Biografia
Bruno è il fratello maggiore di Júnior, anch'egli calciatore.

## Carriera
Uscito dalle giovanili del Santos, ha giocato nelle squadre di Portogallo, Romania, Ungheria e Cipro, vestendo i colori di Porto e Újpest. Col Porto ha vinto due campionati (2004 e 2007) e la UEFA Champions League (2004), l'anno seguente ha ottenuto il successo nella coppa nazionale con la maglia del Vitória Setúbal.

## Palmarès

### Club

#### Competizioni nazionali
- Campionato portoghese: 2

Porto: 2003-2004, 2006-2007
- Coppa del Portogallo: 1

Vitória Setúbal: 2004-2005

#### Competizioni internazionali
- UEFA Champions League: 1

Porto: 2003-2004

### Individuale
- Capocannoniere della Coppa di Portogallo: 1

2004-2005 (4 gol)